# Бернуй-де-Поррерос
Бернуй-де-Поррерос (ісп. Bernuy de Porreros) — муніципалітет в Іспанії, у складі автономної спільноти Кастилія-і-Леон, у провінції Сеговія. Населення — 649 осіб (2010).
Муніципалітет розташований на відстані близько 75 км на північний захід від Мадрида, 5 км на північ від Сеговії.

## Демографія
Динаміка населення (INE ):